# Gore Bay
Gore Bay es un pueblo canadiense situado en la provincia de Ontario.

## Superficie
Gore Bay tiene una superficie de 5,14 km².

## Demografía
En 2021, tenía 808 habitantes, una densidad poblacional de 157,2 hab./km², y 421 viviendas.